# خیتمن
خیتمن (به هلندی: Giethmen) یک منطقهٔ مسکونی در هلند است که در اومن واقع شده‌است. خیتمن ۲۳۳ نفر جمعیت دارد.